# Mutilla mikado
Mutilla mikado (лат.) — вид ос-немок рода Mutilla из подсемейства Mutillinae.

## Распространение
Россия (Сибирь, Забайкалье, Дальний Восток), Китай, Корея, Япония.

## Описание
Мелкие пушистые осы (около 1 см: самки от 9 до 14 мм, самцы от 10 до 15 мм). От близких видов отличается маленькими прекоксальными зубцами низа среднегруди, более крупным предвершинным зубцом жвал по сравнению с апикальным. Основание 2-го стернита брюшка с большим уступом. Светлый рисунок брюшка образован перевязями на вершине 1-го, 2-го и 3-го тергитов. У самцов 13-члениковые усики, у самок — 12-члениковые. Паразитоиды шмелей.